# Stazione di Altavilla-Tavernelle
La stazione di Altavilla-Tavernelle è una stazione posta sulla linea ferroviaria Milano-Venezia, alla progressiva chilometrica 191+471 da Milano Centrale, nel comune vicentino di Altavilla Vicentina.

## Storia
Fino al 16 maggio 1927 era denominata "Tavernelle"; in tale data assunse la denominazione di "Tavernelle Vicentina". Nel 1936 assunse l'attuale denominazione.

## Strutture e impianti
Dispone di quattro binari.
Il fabbricato ha una sala d'aspetto, che era dotata di biglietteria con tre sportelli, da tempo chiusa. Sono presenti inoltre due monitor informativi, due macchinette per timbrare i biglietti e una biglietteria automatica che vende solo biglietti della fascia regionale. È presente inoltre un bar-tabacchi funzionante, che vende anche biglietti ferroviari regionali.
All'esterno lo scalo è dotato di un parcheggio per le automobili e uno, parzialmente coperto, per le biciclette.

## Movimento
La stazione è servita dai treni regionali svolti da Trenitalia nell'ambito del contratto di servizio stipulato con la Regione Veneto e strutturati secondo quanto previsto dal Sistema Ferroviario Metropolitano Regionale.

## Servizi
- Biglietteria automatica
- Sala d'attesa
- Bar

## Interscambi
Fra il 1880 e il 1980 la stazione risultava connessa con la tranvia Vicenza-Valdagno-Recoaro Terme/Chiampo, gestita in ultimo dalle Ferrovie e Tramvie Vicentine FTV, che dalla soppressione di questa operano autoservizi sul medesimo percorso.
- Fermata autobus